# Nacionalisme bretó

Bandera de Bretanya

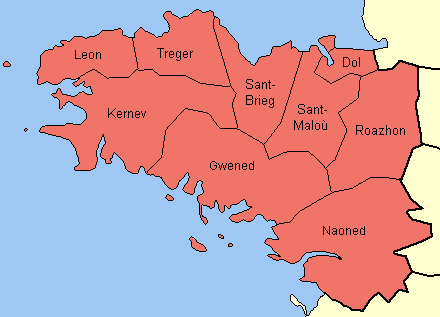
Territori dels 9 bisbats, la Bretanya històrica

El nacionalisme bretó, també conegut com a emsav (moviment) és un corrent social, cultural i polític que proposa el reconeixement de Bretanya com a nació i la unificació dels cinc departaments bretons en una única regió administrativa.

## Antecedents històrics
El territori bretó ha mantingut durant molt temps l'especificitat de la cultura i una llengua cèltiques (bretó), facilitat per la semi-independència del Ducat de Bretanya, des de Nominoe, que fou reconegut com a rei, fins a la incorporació política a França mitjançant un tractat el 15 d'agost de 1532 mitjançant el qual el rei de Bretanya seria el rei de França, però mantindria les seves pròpies institucions, el parlament de Bretanya i els Estats de Bretanya. El Coutumier de Bretagne es mantindria com a codi legal.

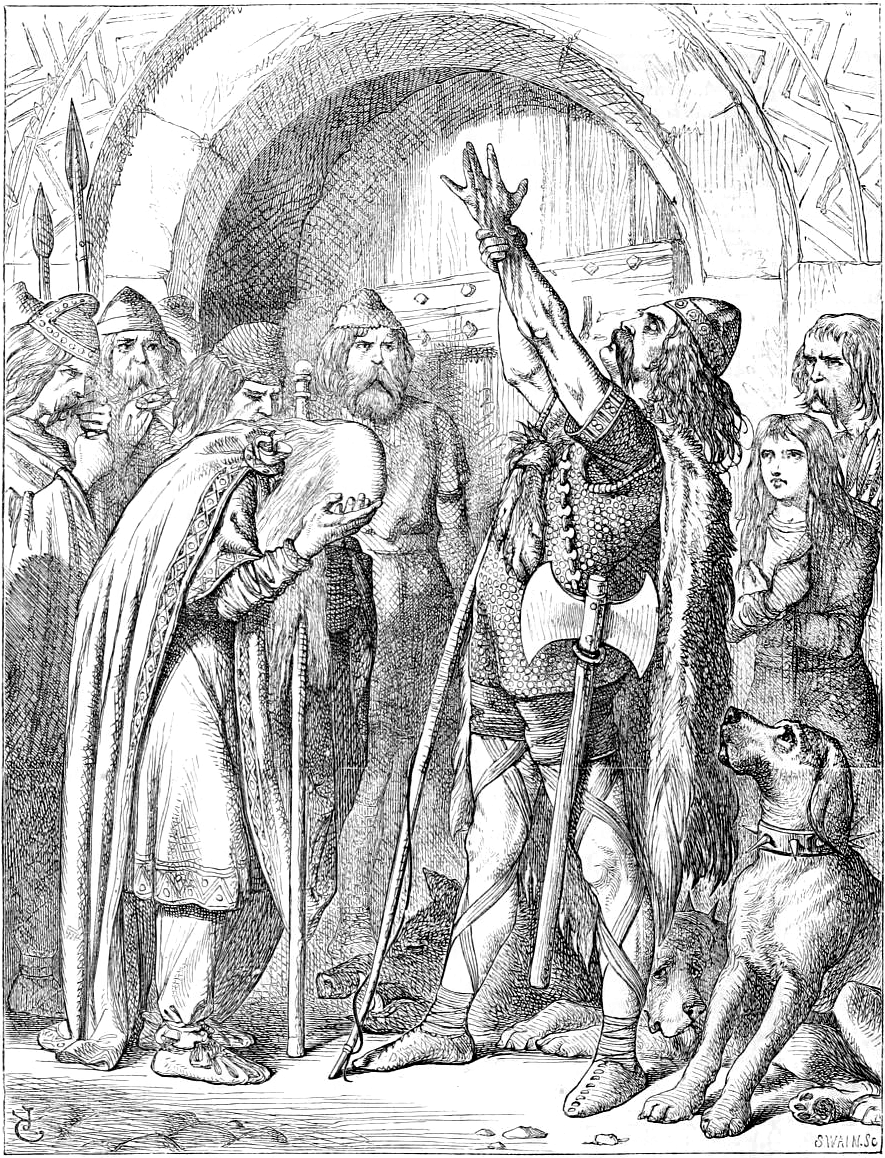
Nominoe, rei de Bretanya

Aquesta situació es va mantenir fins a l'esclat de la Revolució francesa. Si bé el Club Bretó fou l'origen del Club dels Jacobins, el 4 d'agost de 1789 es van abolir les institucions bretones (vegeu Bretanya durant la Revolució Francesa). Això provocaria la revolta de dirigents bretons com Armand Charles Tuffin de la Rouérie i Jorg Cadoudal, que seran considerats màrtir de la independència bretona per part del moviment nacionalista posterior.

## Primer emsav (fins a 1914)
Durant el segle xix es va produir un renaixement de la literatura bretona, gràcies a figures com Théodore Hersart de la Villemarqué, Aougust Brizeug i Prosper Proux i la inestimable gramàtica de Le Gonidec. El 1843 Aurélien de Courson va fundar una Association Bretonne per tal d'estudiar la història i l'arqueologia de Bretanya, societat en la que destacà l'historiador Artur Lemoyne de La Borderie. Autors francesistes com Ernest Renan i Joseph-Arthur Gobineau hi van col·laborar amb alguns estudis sobre els pobles cèltics. Els literats bretons, alhora, participaven en l'Eisteddfod gal·lès, iniciant contactes amb altres nacionalistes cèltics que facilitarien la creació el 1878 de l'Association Celto-Bretonne i del Gorsedd bretó.
Alhora, el 1865 aparegué la revista Feiz ha Breiz (Fe i Bretanya), de caràcter ultracatòlic i on hi col·laboraran els primers escriptors bretons. Quan el 1887 s'aprovaren les lleis Ferry que proscrivien totalment les llengües regionals de l'ensenyament escolar inicià diverses campanyes per a demanar l'ensenyament del bretó. Tanmateix, quan el 1911 en fou nomenat director Yann-Vari Perrot esdevingué portaveu del nacionalisme bretó conservador.
El 1898 es fundaria a Morlaix la Societat Nacional de Bretanya (Keuredigezh Broadel Breizh), per Charles Le Goffic, Regís de L'Estourbeillon i el dramaturg Anatole Le Braz, per tal de demanar l'ensenyament en bretó i descentralització tant administrativa com cultural (volen que Bretanya es constitueixi com a regió distinta), però sense entrar en el joc polític, la qual cosa l'acabaria convertint en inoperativa. El 1911 es transformaria en Unió Regionalista Bretona.

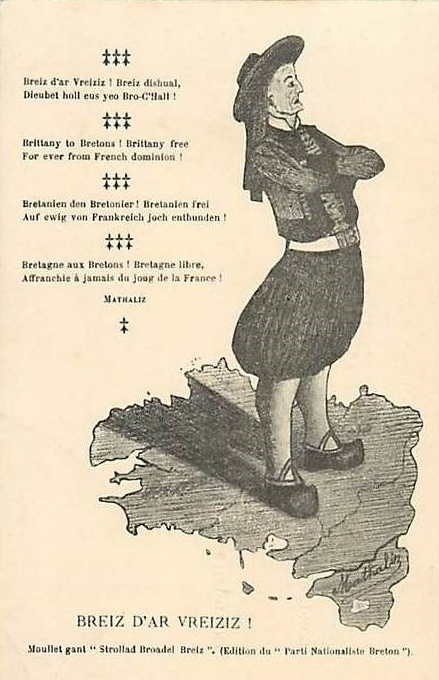
Cartell del Partit Nacionalista Bretó del 1911

El 1900 el socialista Émile Masson fundaria la Federation Socialiste de Bretagne (FSB), i el 1912 el seu òrgan en bretó, Brug (Bruc), de caràcter socialista i llibertari, que demanava l'ensenyament del bretó. Més ressò va tenir el p. Perrot amb la fundació de Bleun Brug (Flors de Bruc), moviment de caràcter religiós amb influència de l'escoltisme. L'activitat de tots aquests grups es va mantenir embrionària i fins a la fi de la Primera Guerra Mundial no agafaria una certa volada.

## Segon emsav (1918-1945)
La Primera Guerra Mundial provocà uns canvis econòmics i socials que suposarien la decadència imparable de la preeminència econòmica de l'elit aristocràtica, i que accentuaria l'emigració bretona a la resta de França. Per una altra, una nova generació d'estudiants de Rennes i de l'Alta Bretanya, gal·lòfons i influïts pels fets de la guerra, prendran el relleu en el moviment bretonista. El nombre de parlants de bretó era aproximadament d'1.200.000 el 1885, la gran majoria monolingüe i que no coneixia, a penes, el francès. La introducció del servei militar obligatori en comptes de les lleves va fer que els joves bretons parlessin el francès de manera més fluida. També provocà el fet que, en sortir de la seva terra per primer cop, i en contacte amb noves formes de pensar, fessin comparacions entre la situació dedins i defora de Bretanya.
El setembre de 1918 Morvan Marchal, Job de Roincé (militant d'Action Française) i H. Prado, influïts per Charles Maurras i l'avantguardisme cultural, fundaren el Grup Regionalista Bretó (GRB), des del qual popularitzarien la bandera bretona, anomenada gwenn ha du (blanc i negre). Alhora el bard François Taldir-Jaffrennou va compondre l'himne nacional bretó, Bro gozh ma zadoù (La terra dels meus pares), que no era sinó la traducció de l'himne nacional gal·lès.
Pel gener de 1919, un grapat de joves radicals dirigits pel gal·lès Ambrose Bebb (1894-1955), membre del GRB, fundaria la revista bilingüe Breiz Atao (Bretanya Sempre), influïda pel wilsonisme, pel nacionalisme irlandès i que definia la Bretanya dins de les nacions celtes; seria adoptada com a òrgan pel GRB. Des del 1922 estrenyeria els lligams amb els nacionalistes gal·lesos i impulsaria els suplementsPanceltia, de caràcter celtista i amb articles també en anglès i gal·lès, i des d'on llençarien la idea de fundar el futur Plaid Cymru, i el literari Gwalarn (Vent del Nord-oest), del 1925 al 1944, dirigida pel joves escriptor Roparz Hemon i on hi col·laborarien fins i tot sindicalistes i gent d'esquerres. La seva tirada fou reduïda: de 4.000 exemplars el 1927, i augmentaria a 8.000 el 1931.
Per altra banda, el mateix 1919 Regís de L'Estourbeillon (URB) adreçà una petició al president dels EUA, Woodrow Wilson (autor dels 17 punts i de la teoria de l'autodeterminació dels pobles) i als membres de la comissió de la Societat de Nacions, amb 800 signatures de bisbes, parlamentaris i del general Ferdinand Foch (d'origen occità), on es defensava els drets de les llengües minoritàries de França i la llibertat dels pobles, i es reclamava alhora autonomia per a la Bretanya.
El mateix 1927 el grup Breizh Atao esdevé Partit Autonomista Bretó (Strollad Emrenerien Vreizh). Aquest grup havia col·laborat d'antuvi amb URB i FRB, però poc després radicalitzarien llurs postures i demandes nacionalistes, i endemés eren partidaris del laïcisme i de l'avantguardisme, de manera que d'ençà dels anys 1930 s'orientarien fàcilment per la dreta radical i autoritària; els seus caps més destacats eren Frañsez Debeauvais, Olier Mordrel, Marcel Guieysse i Yann Bricler. Simultàniament, aparegué el Commité Centrale des Minorités Nationales de la France (CCMNF), compost per corsos, flamencs, alsacians, occitans i catalans, i que publicarien fins al 1939 la revista Peuples et frontières, tancada aleshores per ordre del govern central francès.
Pel setembre del 1927 se celebraria el Primer congrés del PAB a Rosporden, patrocinat per Breizh Atao, amb 300 simpatitzants (Mordrel, Fransez Debauvais, Duhamel). Maurice Duhamel formularia un federalisme cooperatiu a escala europea, on els unitats bàsiques havien de ser les nacionalitats naturals, definides per la llengua i la història i que estaven per damunt de les fronteres estatals. Entre el 18 d'agost del 1928 i el 1929 celebraren el Segon Congrés a Kastellin, amb convidats delegats irlandesos, gal·lesos, corsos, flamencs i alsacians. Intentaren atraure's als regionalistes demanant una autonomia política que no s'oposés als interessos francesos, alhora que condemnaven el provincialisme, tot i que sense pronunciar-se sobre el separatisme. També apostaven pel modernisme i defugien el tradicionalisme, tot i que reclamaven el retorn de Bretanya a la situació política del 1532.
La seva projecció electoral fou nul·la, ja que a les eleccions parcials fetes a Gwengamp l'abril del 1930 només obtingueren el 0,02% i l'octubre de 1930, en unes parcials al cantó de Rennes-Sud-Est un 0,49% (80 vots dels 16.084 en joc). Aquest fracàs electoral detonaria les divisions dins el moviment. Després del Congrés de Rennes de febrer del 1931 Duhamel i Morvan Marchal fundaren la Lliga Federalista de Bretanya. D'altres grups d'esquerres escindits foren el Parti Breton National Revolutionnaire (PBNR), escindit l'agost del 1931, proper al diari Ar Falz (La Falç, 1933-1935) de Yann Sohier, però no aconseguí que el PAB s'esquerranitzés ni que el Partit Comunista Francès acceptés el bretonisme.

Bandera del Partit Nacional Bretó

Això va moure el 1932 a Olier Mordrel fundar la revista Stur (Timó), bilingüe i de caràcter literari i polític, i a refundar el PAB com a Partit Nacional Bretó (Strollad Broadel Breizh), de caràcter decididament nacionalista, en què continguts corporatius i autoritaris profeixistes es barrejaven amb l'acció directa i l'insurrecionalisme influït pel Sinn Féin irlandès, malgrat haver adoptat la resolució de caràcter ideològic na ruz na gwenn (Ni roig ni blanc en referència a esquerra o dreta), i al qual se li uniren Debauvais, Yann Goulet, Bricler, Guieysse i Celestin Lainé. Aquest darrer proposaria la creació d'un kadervenn (servei especial) armat, que prendrà el nom de la bandera bretona, Gwenn-ha-Du (Blanc i Negre) amb el jove Alan al Louarn. Aquest grup cometria alguns actes de terrorisme d'estralls contra símbols de la submissió a França, com quan el 6 d'agost de 1932 van dinamitar el Monument a la Unió amb França a Gwened, i el 20 de novembre del mateix any van sabotejar la línia fèrrea París-Nantes durant la visita del president francès Herriot. Per aquests actes en foren detinguts els militants Yann Goulet i Bayer du Kern, tot i que no aconseguiren demostrar-ne cap implicació.
El 1933 Mordrel aprovaria el programa del SBB, Strolladar ar Gelted Adsavet (Per un partit bretó dels celtes reviscolats), on afirmava que el partit aspirava a la construcció d'un estat bretó amb colònies que annexionarien regions limítrofes i prenia derives celtistes, racistes i sovint antisemites. Defensava l'hegemonia d'una Europa celto-germànica, en la que la Bretanya formaria part dels dominadors. Posteriorment mantindria contactes amb l'organització Ahneherbe de les SS i el cercle de celtòlegs de Múnic per via indirecta dels autonomistes alsacians, intensificada del 1938 al 1939.
Més ressò va tenir l'activisme lingüístic. Un deixeble de Masson i Duhamel, Yann Fouéré, aleshores sotsprefecte de Morlaix, aconseguí que el 1938 s'aprovés una moció a 305 municipis de la Baixa Bretanya i 37 de l'Alta Bretanya a favor de l'ensenyament del bretó.
A les eleccions a l'Assemblea Nacional Francesa de 1936 el Partit Nacional Bretó donariasuport a 36 candidats independents bretons de l'anomenat Front Breton, que aconseguiren 207.022 dels 686.507 vots bretons, però foren escombrats pel Front Popular de Léon Blum.
En el Congrés del PNB de Gwengamp del setembre del 1938 s'hi imposaria la línia pronazi insurreccional, i proposaren a Celestin Lainé la creació d'una milícia (Lu Brezhon) amb suport alemany i armes proporcionades per l'Exèrcit Republicà Irlandès d'intentar un aixecament similar a l'Aixecament de Pasqua. Però les autoritats franceses interceptaren el desembarcament d'armes de Plestin l'agost de 1939. Lainé fou detingut per la policia en plena cerimònia de jurament de fidelitat del grup. Mordrel i Debeauvais foren detinguts el desembre del 1938 i condemnats a un any de presó i una multa de 20.000 francs. Durant 1939 el govern francès va prohibir totes les organitzacions bretones, així com la revista Breiz Atao.
Quan estava a punt d'esclatar la Segona Guerra Mundial, Mordrel i Debeauvais desobeïren l'ordre de mobilització, i després de declarar que els bretons havien de considerar-se deslligats de tota obediència a França el 27 d'agost del 1939 fugiren a Bèlgica, per passar d'ací a Alemanya, on Mordrel intentà formar amb ajut dels nazis un Bretonische Regierung (Govern bretó a l'exili). Un tribunal francès els condemnà a 5 anys de presó per insubordinació en temps de guerra; Lainé fou enviat a un camp per predicar el derrotisme davant les tropes i condemnat per un tribunal militar a cinc anys de presó el 23 de febrer del 1940. Mordrel i Beauvais foren novament jutjats in absentia i condemnats a mort i degradats militarment en contumàcia el 7 de maig del 1940 per atemptar contra la seguretat nacional i territorial, reclutament d'un grup sediciós, incitació a la deserció de militars i traïció. Nogensmenys, tres dies més tard les tropes alemanyes envaïren França i els Països Baixos.
El 3 de juliol del 1940, un cop rendida França Mordrel i Debauvais arribaren a Bretanya en un furgó nazi i amb 200 lleials fundaren a Pontivy el Comitè Nacional Bretó per substituir el PNB com a cos de control de les activitats nacionalistes i fer-ne un grup antisemita i feixista, al qual s'unirien de seguida Guiyesse, Lainê i d'altres nacionalistes, convençuts que la derrota de França era la gran oportunitat per a Bretanya i publicaren una declaració on preveien la creació d'un estat bretó autònom. El 14 de juliol es fundà el diari el diari l'Heure bretonne dirigit per Morvan Lebesque. Els nazis, però, comprovarien aviat l'escassa força de mobilització social dels bretonistes, i per aquest motiu, quan signaren la pau amb Pétain (entrevista de Montoire-sur-Loire del 20 d'octubre del 1940), preferiren donar el seu suport a la França de Vichy.
Remont Delaporte, cap del sector catòlic i conservador, aconsegueix el control del PNB per prendre el control del SBB i destituir Mordrel i Debauvais. Demanava la creació d'un estat bretó lliure dins l'Imperi colonial francès i que es mantingués neutral durant el conflicte bèl·lic. El partit comptava amb una milícia pròpia, la Bagadoù Stourm (Grups de Combat), dirigida per Yann Goulet i Alan al Louarn, que adoptà el culte al líder Delaporte. L'octubre del 1942 es constituiria el Comitè Consultiu de Bretanya, amb 25 membres, entre ells Yann Fouéré i Joseph Martray, i presidit pel prefecte regional, Jean Quenette. Cap d'ells era membre del PNB. Va enviar a Pétain el projecte d'un Statut pour la province de Bretagne dans le cadre de la France, una mena de futura constitució autònoma, però no va obtenir cap resposta de Vichy. Alhora, els nazis patrocinaven la fundació de l'Institut Cèltic de Bretanya.
A finals de 1943 un resistent assassinà el p.Yann-Vari Perrot, figura destacada de les lletres bretones i conegut nacionalista. Això ho pendran com excusa els més radicals per a fundar la Bezen Perrot, grup de xoc obertament col·laboracionista que acabarà ingressant dins les SS, cosa que provocarà un trencament entre els nacionalistes catòlics i els més pronazis. Molts nacionalistes acabarien passant-se a la resistència a començaments de 1944.
Un cop alliberada Bretanya dels nazis, les noves autoritats consideraren al moviment nacionalista bretó en conjunt com a reu de col·laboracionisme. Uns 2.000 bretonistes foren tancats als camps de Marguerite (Rennes), Langueux, Pont-de-Buis-lès-Quimerch, Quimper i Châteaubriant. El PNB fou dissolt, proscrit i les seves propietats embargades. El 1945 es produïren 600 empresonaments i 60 condemnes formals a mort, de les quals només se n'executarien 15 (9 eren membres de la Bezenn Perrot), entre elles les de Vissault de Coetglon, Hervé Botros, Kergoat, Christian Le Part, Jasson i André Geoffroy, acussats de pertànyer a la Bezen Perrot. Mordrel, Yann Goulet i Alan Heusaff fugiren a Irlanda. Remont Delaporte fou empresonat i condemnat a 20 anys de treballs forçats, pèrdua de les propietats i expulsió de Bretanya; Taldir fou empresonat i després exiliat de la Bretanya; Morvan Marchal, Youenn Drezen, Dorig Le Voyer, Rafig Tillou i altres foren empresonats. Unes 10.000 persones, entre elles Yann Fouéré, s'hagueren d'exiliar de territori francès. Totes les associacions foren prohibides i el moviment nacionalista fou estigmatitzat durant molts anys.

## Tercer emsav (1945 ençà)
El bretonisme hagué de suportar una dura represa durant els anys 40 i 50, que només seria de caràcter cultural i sempre sota l'estigma de la col·laboració. Les primeres reivindicacions es van fer a través de les organitzacions culturals com Ar Falz i Kendalc'h. La creació del CELIB el 1950 i d'Emgleo Breiz va obrir noves possibilitats, que foren explotades al seu retorn per Yann Fouéré amb la fundació el 1957 del Moviment per l'Organització de Bretanya (MOB), de caràcter federalista i composició força heterogènia. Els exiliats a Irlanda promogueren la Lliga Cèltica, però el seu passat pronazi els va impedir tenir incidència a l'interior.
A partir dels anys 1960 es popularitzà la teoria del colonialisme intern analitzada per Robèrt Lafont. Així el 1962 es va fundar el diari L'Avenir de la Bretagne i del MOB es va escindir la Unió Democràtica Bretona (UDB), partit polític que reclamava tant la independència de Bretanya com el socialisme, tot i que des del 1970 es conformarien a demanar la concessió d'un Undenvez Estatut evit Breizh (Estatut Particular per a Bretanya). Fundarien el diari portaveu del partit, Le Peuple breton, que treia el suplement en bretó An Pobl Vreiz. Van contactar amb altres moviments nacionalistes d'arreu de França i foren signataris de la Carta de Brest. Des del 1965 es presentaren a les eleccions municipals dels ajuntaments inferiors a 30.000 habitants en solitari, amb l'objectiu de batre la UNR gaullista i a qualsevol candidat antibretó.
El 1967 l'antic MOB intentà refundar-se com a Mouvement National Breton et Fédéraliste Européen. però no reeixirà. El seu relleu l'intentaria prendre el grupuscle Bretagne-Action, que vol representar la dreta nacionalista. El mateix any Ronan Huon fundarà la revista Al Liamm, de caràcter literari però que es farà ressò de totes les reivindicacions nacionals. Però el 1966 es formà el Front d'Alliberament de Bretanya (FLB) que proposava l'alliberament armat del país i que s'estrenaria immediatament amb la dinamitació del repetidor de televisió a Arré i Pré-en-Pail, que deixaria bona part de la Baixa Bretanya sense recepció de televisió. La seva doctrina política era confusa, sobretot mercè els esforços del Comité National de la Bretagne Libre, creat a Dublín per Yann Goulet, i que servia de bústia dels comunicats de l'organització. Entre novembre del 1968 i gener del 1969 patiren un fort cop quan arrestaren 60 militants del grup. Els militants supervivents fundarien l'associació Skoazell Breizh (Socors Bretó, SV) per ajudar les famílies dels presos bretons, moralment i financera, i per tal de coordinar les accions a favor dels presos, com alguns festivals de música bretona (on hi participaren com Glenmor, Alan Stivell i altres). Foren amnistiats el juny del 1969. El 1971 tornaria a posar bombes, però el 1972 foren detinguts 11 activistes. El 14 de febrer de 1974 va destruir amb dinamita el repetidor de televisió de Roc'h Tredudon. Van mantenir contactes amb el Front d'Alliberament Nacional de Còrsega i ETA i l'última acció destacada del grup la realitzaren el 26 de juny del 1978 quan posaren una bomba al palau de Versalles, que provocà greus estralls; dos militants del FLB, foren detinguts i condemnats. A començaments de 1980 la majoria dels militants del FLB eren empresonats.
Durant el 1969-1970 l'UDB va celebrar dos congressos que provocaren un fort debat intern. Pel gener del 1971 es fundà el Partit Comunista Bretó (Strollad Kommunaur Breizh), d'orientació independentista i pseudomaoista, que pretenia desbordar l'UDB i fer néixer un autèntic moviment revolucionari. El 1972, amb les restes de l'ala conservadora del MOB es fundaria un grup nou, el Strollad ar Vro (Partit Nacional) o SaV, de caràcter federalista europeu i nacionalista sense definició ideològica que signaria el 1972 la Carta de Brest. El 1973 apareixerien els llibertaris Stourm Breizh (Resistència Bretona), autonomistes radicals i revolucionaris, amb una aproposta de socialisme llibertari que proposava la bretonització de les classes populars i les lluites reivindicatives. El 1974 es formaria la plataforma Front Autonomiste et Socialiste Autogestionaire Breton (FASAB).
Tant UDB com el SaV apostaren per participar en política. A les eleccions legislatives franceses de 1973 el SaV només va obtenir el 2,6% dels vots bretons. Per la seva banda, a les eleccions municipals de 1977 l'UDB inicià una participació amb el PSF, cosa que li va permetre obtenir 39 regidors i participar en els governs municipals de Rennes i Nantes. FLB, UDB i SaV coincidiren en les protestes contra la central nuclear de Plogoff de 1979-1980.
La descentralització oferta per François Mittérrand amb la llei Deferre, que va permetre l'elecció de Comitès Regionals des de 1986, va obrir algunes expectatives, però aviat quedaren decebuts. El FLB va fer alguns atemptats el 1983-1984 i l'UDB decideix trencar el seu pacte amb el PSF per tal de no ser fagocitada per aquest. Per la seva banda, el 1982 el SaV pateix l'escissió del POBL, de caràcter més possibilista, europeista, centrista i federalista, dirigit per Yann Fouéré. El 1983 es formà el moviment Emgann (Lluita), de caràcter independentista i revolucionari, definit com a front per l'alliberament nacional i pel socialisme autogestionari, que el 1985 participaria en la Conferència de Nacions Sense Estat d'Europa Occidental (CONSEO) celebrada pel CIEMEN a Barcelona, juntament amb el Partit Occitan, Sinn Féin, Herri Batasuna, BNG, el MCA cors i la Crida a la Solidaritat. El 1990 el militant d'UDB i proper a Emgann Yann Groix fou trobat mort a la cel·la el 27 de gener de 1991, on fou tancat sota l'acusació d'haver amagat a casa seva tres militants d'ETA.

Bandera del Partit Comunista Bretó
Logotip de l'UDB
Bandera de Strollad ar Vro

Per la seva banda, la UDB ingressà a l'Aliança Lliure Europea i de cara a les eleccions europees promou la candidatura Regions i Pobles Solidaris, que el 1989 aconseguí l'escó d'eurodiputat per a Max Simeoni. A les eleccions legislatives franceses de 1993 l'UDB va obtenir el 2,1% dels vots a la circumscripció de Sant Malo, així com l'1,32% al districte de La Baule-Guérande, mentre que Emgann hi posà sis candidats a quatre dels cinc departaments bretons (només en va poder posar un el 1988), amb 632 butlletes en bretó preparades per ells. A les eleccions regionals franceses de 1998 l'UDB va arribar al 3,31% dels vots. Des de 1999 participaran en noves mobilitzacions que reclamen que el departament de Loira Atlàntic sigui inclòs en la regió administrativa de Bretanya i intensifiquen el suport a les reivindicacions escolars del grup Diwan.
El 5 de juliol del 1996 reaparegué l'Exèrcit Revolucionari Bretó (Armée Revolutionnaire Bretonne, ARB) amb un atemptat al complex judicial de Rennes. El 1998 atemptarà a Liffré (14 d'agost i 3 d'octubre) a l'alcaldia de Belfort (30 d'octubre), Matignon (12-13 novembre) i Gouarec (23-24 desembre), el 1999 a Saint-Pol-de-Léon (22 de gener), Callac (26 de gener), Mayenne (29 de gener), al centre elèctric de St. Goueno (23 i 24 de febrer), la gendarmeria d'Antrain (26 de febrer), l'oficina d'hisenda de Morlaix (5 de març), Paimpol (8 de març), Gichen (10 de març), La Gacilly (9 d'abril) i Cintegabelle (18 de juny), un centre financer de Carhaix (5 de novembre), a l'ANPE de St. Herblain (25 de novembre) i de Rennes (29 de novembre), així com la seu del regiment d'infanteria de marina de Gwened (23 de gener del 2000).
Tanmateix, l'atemptat contra el McDonald's de Quévert el 19 d'abril de 2000, que va provocar la mort d'una treballadora, Laurence Turbec, generarà una gran commoció i repulsa, fins i tot entre els partits més nacionalistes bretons, i el desmarcament d'històrics militants d'Emgann com Denis Riou. La plana major d'Emgann fou arrestada tot i desmarcar-se dels fets, i no seran alliberats fins uns mesos després.
El 26 d'abril del 2002 l'ex FLB Jean Bothorel anuncià la creació d'un Partit Bretó a Nantes, per tal de reclamar la seva unió a Bretanya. I a les eleccions regionals franceses de 2004 els Verds participen plegats amb l'UDB i obtenen el 9,7% dels vots, cosa que permet per primer cop que quatre nacionalistes entrin al Consell Regional de Bretanya.